# 10209 Izanaki
10209 Izanaki eller 1997 QY1 är en asteroid i huvudbältet som upptäcktes den 24 augusti 1997 av de båda japanska astronomerna Takeshi Urata och Yoshisada Shimizu vid Nachi-Katsuura-observatoriet. Den är uppkallad efter Izanagi i japansk mytologi.
Asteroiden har en diameter på ungefär 4 kilometer och den tillhör asteroidgruppen Nysa.